# IK Oddevold
IK Oddevold is een Zweedse voetbalclub uit Uddevalla, in de provincie Västra Götalands län. De club werd opgericht op 3 juli 1932. De club is in 2024 actief op het tweede niveau, de Superettan.